# エバート・バンカー (オールバニ市長)
エバート・バンカー（Evert Bancker、1665年1月24日〈ニューヨーク州オールバニ〉 – 1734年7月〈ギルダーランド〉）はアメリカ合衆国の貿易商、政治家。1695-96年と1707-09年にオールバニ市長 を務めた。 

## 生涯
毛皮貿易の先駆者ゲリット・バンカーとエリザベス・ヴァン・エップスの一人息子として生まれた。エリザベスはモホーク・バレーと関係のある貿易商の娘である。父の毛皮貿易を引き継ぎ、その収入で土地を買い集めた。彼のオールバニの家は、彼の父の家すぐ東、現在のステート・ストリートの南側に位置していた。
1686年9月24日、1694年から95年にかけてオールバニ市長を務めたヨハネス・アビールの妹であるエリザベス・アビールと結婚した。1688年から1710年の間にオールバニ・オランダ改革派教会で13人の子どもに洗礼を授けた。彼は教会役員であると共にヨハネス・リーディウス牧師の友人であった。
父が1691年に亡くなり、彼は不動産の共同遺言執行者となった。1693年には母も死に、オールバニ、ニューヨーク等の不動産を継承した。 
オールバニ市議会に選出された。 - 1688年にthe First Wardのアシスタントを務め、1689年に市会議員となった。ヤコブ・ライスラーの元で市会議員を務めた。1691年再び市会議員に選出され、1707年まで務めた。1694年には第３代オールバニ市長に選出され、1年間務めた。1707年から1709年まで再び市長を務めた。1702年にはニューヨーク州議会に義兄弟ヨハネス・アビールと共に選出され、1705年に地方衡平法裁判所裁判長に任命された。
1713年の平和の後、公職から退き、甥のヨハネス・デ・ペイスターにザ・ステート・ストリートの不動産を譲った。その後、家族と共にオールバニの西数マイルのギルダーランド (ニューヨーク州)にある農場に引っ越した。彼は貿易を続け、インディアン事務局長官として暮らし、多数のイロコイ連邦 への出張を行った。
1734年3月の妻の死後、最後の遺言書を作成した。生存している子供たちにはギルダーランドの農場を含む不動産を残すことにした。息子ヨハネスの世話の元、7月に死亡し、ギルダーランドの農場に埋葬された。
彼の孫 エバート・バンカーは1779年から1783年までニューヨーク州議会の議長を務めた。

## 情報源
- Short Bio
- His will
- Short Bio at Rootsweb